# Vstavač Spitzelův
Vstavač Spitzelův (Orchis spitzelii) je vytrvalá rostlina z čeledi vstavačovitých. Poprvé byl popsán v Rakousku v roce 1837. Je pojmenován po německém botanikovi Antonu von Spitzelovi.

## Rozšíření
Disjunktivní areál se rozkládá mezi Pyrenejským poloostrovem a Kavkazem, na severu zasahuje na ostrov Gotland a na jihu do Maroka a Alžírska. Centrem rozšíření jsou východní Alpy a Balkán, dále se vyskytuje ve Francii, ve Středomoří, v Turecku, v Sýrii a v Libanonu. V Česku se druh nevyskytuje, nejbližší lokalita se nachází na Slovensku v Malé Fatře.

## Ekologie
Druh roste ve světlých lesích, v kosodřevině či na horských loukách, nejčastěji v nadmořských výškách v rozmezí 1000–2100 m, avšak vyskytuje se i níže. Vyhledává čerstvé až vlhké, zásadité půdy. Kvete od dubna do července.

## Popis
Rostlina má dvě podlouhle vejčité hlízy, lodyha je vysoká 20–40 cm. Listy dosahují délky 6–12 cm a šířky 1,6–3,3 cm. Jsou světle zelené, lesklé, lupenité, vejčitě kopinaté a tvoří přízemní růžici o dvou až sedmi listech.
Květenství se skládá z 10–35 květů. Jejich okvětní lístky jsou skloněné do otevřené přilby, jsou olivově zelené, červeně naběhlé s červenými tečkami. Pysk je růžový až nachový, bohatě tečkovaný, trojlaločný s delším, dvojklaným středním lalokem, boční laloky jsou ohnuté dozadu. Ostruha je světlá, kuželovitá, ohnutá dolů. Plodem je tobolka.

## Taxonomie
U vstavače Spitzelova se rozlišuje několik poddruhů a variet, například:
- Orchis spitzelii subsp. spitzelii Saut. ex W.D.J.Koch
- Orchis spitzelii subsp. cazorlensis (Lacaita) D.Rivera & Lopez Velez (Španělsko a Baleáry)
- Orchis spitzelii subsp. nitidifolia (Teschner) Soó (Kréta)
- Orchis spitzelii var. gotlandica B.Pett. (Gotland)
- Orchis spitzelii var. asiatica Renz (Libanon, Sýrie)

Také tvoří několik kříženců, např. se vstavačem mužským (Orchis x petterssonii G.Keller ex B.Pett).

## Ohrožení
Druh je ohrožen zejména těžbou v lesích a změnou jejich druhové skladby. Druh je zákonem chráněný ve Francii a na Slovensku. Je chráněný úmluvou CITES.